# Baberu
Baberu es un pueblo y nagar Panchayat situado en el  distrito de Banda en el estado de Uttar Pradesh (India). Su población es de 15156 habitantes (2011). Se encuentra a 130 km de Kanpur y a 200 km al sur de Lucknow.

## Demografía
Según el  censo de 2001 la población de Baberu era de 14499 habitantes, de los cuales el 54% eran hombres y 46% eran mujeres. Baberu tiene una tasa media de alfabetización del 60%, superior a la media nacional del 59,5%: la alfabetización masculina es del 64%, y la alfabetización femenina del 36%.